# Anydrophila banghaasi
Anydrophila banghaasi là một loài bướm đêm trong họ Noctuidae.